# Sony Ericsson W595
A Sony Ericsson W595 egy Walkman telefon, az utódja a Sony Ericsson w580-nek.  2008. július 22-én jelentették be a Sony Ericsson S510, a Sony Ericsson W302 és a Sony Ericsson W902 mellett, a W302 az alacsony, a W595 a középkategóriás és a W902 a csúcsminőségű.

## Jellemzők

### Képernyő
- QVGA (320 × 240) 2,2 hüvelykes, 18 bites színes LCD képernyő

### Kamera
- 3,2 megapixeles CMOS (2048 × 1536)
- 2,5x digitális zoom
- Videofelvétel: QVGA (320 × 240) @15 kép/mp

### Videóhívás
- Videóhívás elérhető

### Kapcsolódás
- Bluetooth
- USB 2.0
- 3G

### Előre telepített játékok
- Extreme Air Snowboarding
- Guitar Rock Tour
- QuadraPop Music
- Racing Fever GT

### Hang
- Walkman 3.0 Mega Bass (Mega Bass csak fülhallgatóval működik, nem teljes hangerőn)
- MP3, AAC, M4A és MIDI csengőhangok
- FM rádió RDS-sel, GraceNote Track ID szolgáltatás
- Walkman rázkódásszabályozóval

### Tervezés
- 7 szín: „Active Blue”, „Cosmopolitan White”, „Jungle Grey”, „Ruby Black”, „Lava Black”, „Peachy Pink” és „Sandy Gold”.
- Létezik egy különkiadás „Floral” néven (más néven „Cosmopolitan Flower”), amely a Cosmopolitan White színén alapul virágos kivitelben.
- Van egy második különkiadás is, „W595s” néven, amely kék-fehér színű, kissé más dizájnnal, és kizárólag az Orange számára készült.
- Van egy harmadik különleges kiadás is, amelyet Ed Hardy, a híres tetováló tervezett. A telefon neve „W595 Ed Hardy”.

### Tárhely
- 50 MB belső memória (18 MB a felhasználó számára, beleértve az összes előre betöltött tartalmat), 1–4 GB M2 kártya, legfeljebb 8 GB.

### Főbb jellemzők
| Funkció    | Érték                    |
| ---------- | ------------------------ |
| 3G         | HSDPA 3,6 Mbit/s         |
| Wi-Fi      | Nem                      |
| Bluetooth  | Igen, fájlátvitel        |
| OS         | Java                     |
| Streamelés | Böngészővel kompatibilis |

## Megnyitás
Az akkumulátor és/vagy a SIM-kártya nyílás elérése nem egyszerű. A fedél oldalán keskeny rés található, amelybe egy szöget csúsztatva óvatosan lehúzható a fedél.

## Fordítás
Ez a szócikk részben vagy egészben  a   Sony Ericsson W595 című angol Wikipédia-szócikk ezen változatának fordításán alapul.  Az eredeti cikk szerkesztőit annak laptörténete sorolja fel. Ez a jelzés csupán a megfogalmazás eredetét és a szerzői jogokat jelzi, nem szolgál a cikkben szereplő információk forrásmegjelöléseként.